# Стратегія деокупації та реінтеграції тимчасово окупованого Криму
«Стратегія деокупації та реінтеграції тимчасово окупованого Криму» — документ, затверджений 24 березня 2021 року шостим президентом України Володимиром Зеленським, що визначає ряд дій дипломатичного, військового, інформаційного, економічного й іншого характеру для деокупації Кримського півострова.